# Alexander King (Chemiker)

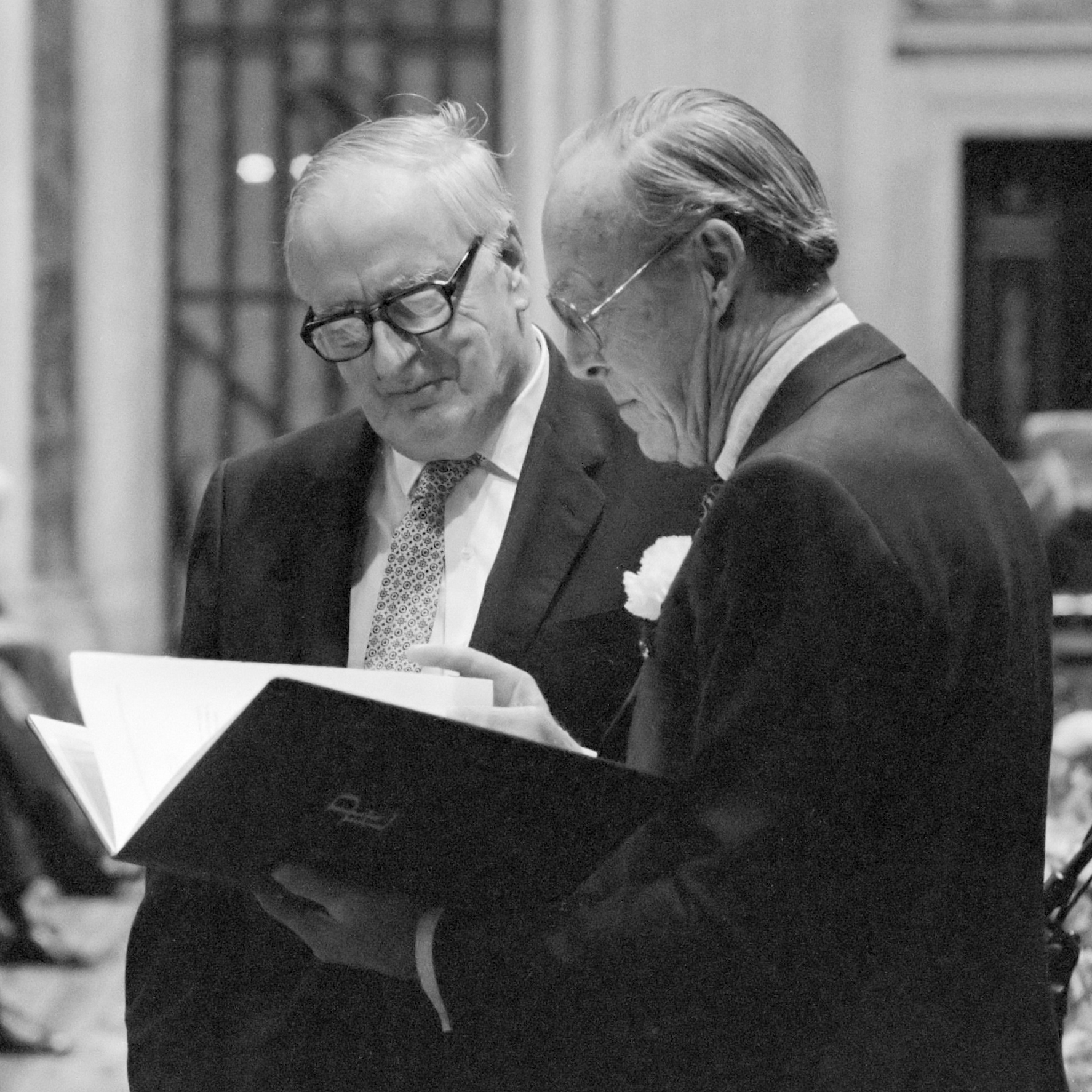
Alexander King (links) (1987)

Alexander King CMG, CBE (* 26. Januar 1909 in Glasgow; † 28. Februar 2007 in London) war ein englischer Wissenschaftler und Pionier auf dem Gebiet der Erneuerbaren Energien, der 1968 mit dem italienischen Industriellen Aurelio Peccei den Club of Rome gründete.

## Biographie
King wurde am 26. Januar 1909 in Glasgow geboren. Im Alter von 12 Jahren zog er mit seiner Familie nach London, wo er die Highgate School besuchte. Alexander King studierte Chemie am Royal College of Science der Universität London, zwischen Oktober 1929 und 1931 studierte er an der Universität München im Rahmen eines Forschungsstipendiums. Daraufhin wurde er in London Dozent für physikalische Chemie am Imperial College und Verfasser von wissenschaftlichen Büchern.
Während des Zweiten Weltkriegs arbeitete King für die britische Regierung. Dabei erfuhr er durch einen abgefangenen Brief von den Eigenschaften des Insektizids Dichlordiphenyltrichlorethan, für welches er das Akronym DDT prägte. Mit Eintreten der USA in den Zweiten Weltkrieg kam Alexander King 1943 nach Washington, wo er Leiter der britischen wissenschaftlichen Mission und wissenschaftlicher Attaché der britischen Botschaft wurde.
Zwischen 1950 und 1956 war er Leitender Wissenschaftler im „Department of Scientific and Industrial Research“ in Großbritannien, ab 1956 Leiter der „European Productivity Agency“ in Paris, worauf ab 1960 eine Stelle als Generaldirektor für Bildung und Wissenschaft bei der OECD folgte. 1974 setzte King sich zur Ruhe. Sein Engagement im Club of Rome stieg mit der Veröffentlichung des Berichts Die Grenzen des Wachstums im Jahr 1972. Zwischen 1984 und 1990 war Alexander King Präsident des Club of Rome.

## Ehrungen
1948 wurde King für sein Werk mit dem Order of the British Empire, 1975 mit dem Order of St Michael and St George geehrt. Zudem wurde er 1987 mit dem Erasmuspreis ausgezeichnet.